# غراهام هيغينز
غراهام هيغينز (بالإنجليزية: Graham Higgins)‏ هو فنان قصص مصورة بريطاني، ولد في 1953.